# Stazione di Cerea
La stazione di Cerea è la stazione ferroviaria della città di Cerea in provincia di Verona. A servizio dell'omonimo comune, la stazione fa parte delle linee ferroviarie Mantova – Monselice e Verona – Rovigo.

## Storia
La stazione di Cerea è stata aperta il 6 agosto del 1877, assieme al tratto Dossobuono - Cerea, che completava la linea ferroviaria Verona – Rovigo. Nove anni dopo la stazione fu raggiunta dalla Mantova – Monselice.

## Strutture ed impianti
La stazione è dotata di un fabbricato viaggiatori a due livelli, non accessibili. Al piano inferiore vi erano posizionate la sala d'attesa, l'ufficio movimento e la sala relè. Il piano superiore era riservato ad abitazione ed è disabitato. Nel 2005 RFI ha realizzato un sottopasso a servizio dei binari di stazione per permettere il transito alle banchine in perfetta sicurezza.
Il piazzale binari presenta quattro passanti, di cui due effettivamente utilizzati dal servizio regionale.
In passato la stazione disponeva di uno scalo merci dotato di diversi binari tronchi, successivamente scollegati dalla rete.

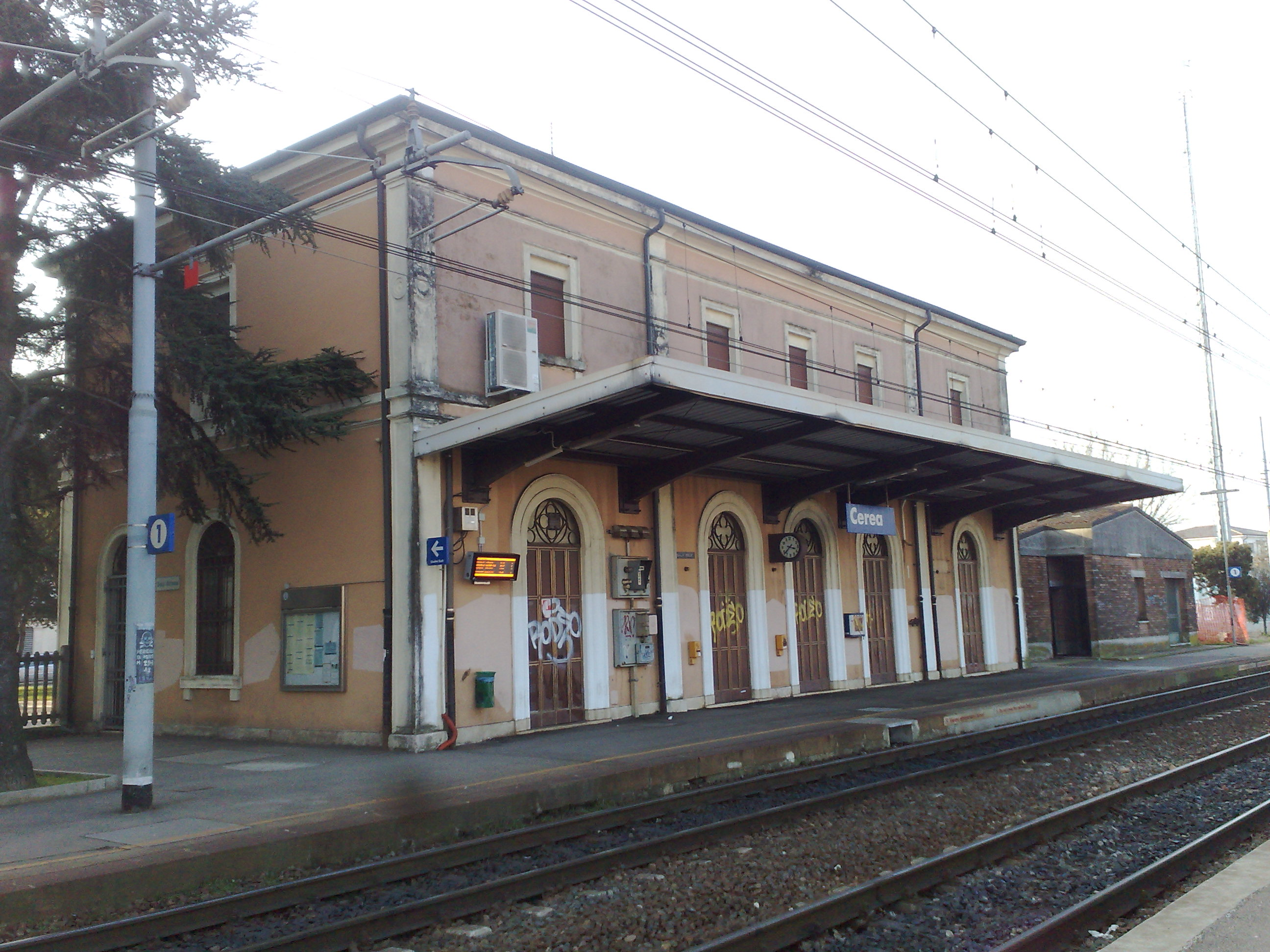
Il piano binari

## Movimento
Il servizio viaggiatori, effettuato da Trenitalia, è costituito da treni regionali nell'ambito del contratto di servizio stipulato con la Regione Veneto.
Fino al 31 agosto 2024, la stazione era servita anche dai treni regionali di Sistemi Territoriali.

## Servizi
La stazione dispone di:
- Biglietteria self service